# مقاطعة جيتور
مقاطعة جيتور (بالتوغولية: చిత్తూరు) وتعرف أيضا باسم جيتر هي مدينة ومقاطعة في الهند. يبلغ عدد سكان المدينة 152,966 (إحصاء 2001) وهي مدينة معروفة بالمعابد مثل تريوبتي، كانيبكام وسري كراكستي.

## أعلام
- موهان بابو
- راج ريدي